# Statue-menhir des Vidals
La statue-menhir est une statue-menhir appartenant au groupe rouergat découverte à Martiel, dans le département du Tarn en France.

## Historique
La statue a été découverte en 1896 par l'abbé Hermet près du hameau des Vidals sur une pente du Puech de la Malo. La pierre a fait l'objet d'une tentative de débitage d'une meule, le tracé est très nettement visible sur la face postérieur. Jusqu'en 1969, la statue était exposée dans le cloître de la faculté de lettres de Montpellier, les deux entailles visibles au niveau des épaules ont été réalisées pour lui adosser des barres de soutènement à cette époque.

## Description
La statue a été gravée sur une dalle de granite. Elle mesure 2,55 m de hauteur sur 1,30 m de largeur et 0,30 m d'épaisseur. La statue est complète mais usée. C'est une statue masculine. Le visage, délimité par un bourrelet, est pratiquement complet (un œil, nez, tatouages), les bras, les mains, les jambes jointes et les pieds sont visibles. Le personnage porte un baudrier, « l'objet » avec un décor de chevrons, une hache et une ceinture à boucle avec un décor de chevrons (dirigés vers la droite côté verso et sans aucun décor côté verso).
La statue est désormais installé dans le parc zoologique de Montpellier.